# Beatenberg
Beatenberg je obec v kantonu Bern, v okrese Interlaken-Oberhasli. Žije zde  obyvatel.

## Geografie
Obec se nachází v pohoří Berner Oberland a rozkládá se od Thunského jezera až vysoko nad Niederhorn. Skládá se z vesnic Beatenberg a Sundlauenen. Obec Beatenberg leží na terase s jedinečným výhledem na vrcholy Eiger, Mönch a Jungfrau. Kromě jednotlivých statků tvoří obec také osady Schmocken, Spirenwald a Waldegg. Centrum vesnice Sundlauenen leží na severním břehu Thunského jezera.
Obě obce spojuje kantonální silnice přes Unterseen.
Sousedními obcemi jsou Eriz, Habkern, Horrenbach-Buchen, Sigriswil a Unterseen.

## Historie

Letecký pohled (1952)

V lokalitě Balmfluh-Beatushöhlen byly nalezeny raně středověké hroby. První doložená zmínka o dnešní obci Beatenberg pochází z roku 1230 a souvisela s rozšířenou poutní kaplí v Beatuské jeskyni. V letech 1263 a 1334 přešlo církevní právo na Interlaken. V té době vykonávali svou moc první páni z Rothenfluhu, nicméně vesnice super rupes procházela různými změnami majitelů až do roku 1275, kdy majetky přešly výměnou od Eschenbachů na „krále Rudolfa Habsburského a říšského krále“. V roce 1281 se obec nazývala ob den fluen a v roce 1357 Sant Beaten berge. V roce 1318 byl Beatenberg zastaven panství Weissenau, které v roce 1334 připadlo opatství Interlaken. Zemědělské obce Spirenwald, Schmocken a Waldegg-Rufenen měly společnou půdu i společné louky. V letech 1394 a 1409 došlo ke sporům o právo pastvy; v roce 1535 byly hranice mezi zemědělskými obcemi definitivně stanoveny. Bývalé panské louky, které byly propůjčeny místním obyvatelům, nyní patří alpským družstvům. V roce 1439 sužovala město Bern ničivá morová epidemie, která podnítila poutě k Beatusově jeskyni u Sundlauenen. U jeskyně, která patřila pod správu opatství Interlaken, stála poutní kaple k poctě světce.
Během reformace nechala bernská vláda v roce 1528 opatství v Interlakenu klášter do světského panství, nechala zbořit kapli a zazdít vchod do jeskyně, aby zabránila poutím. Katolíci z Unterwaldu se však nenechali odradit od dalších poutí a zeď opět vybourali; zazdívání a bourání pokračovalo ještě několikrát. Jako protiváhu kultu kolem jeskyní sv. Beata nechala bernská vláda v letech 1534 až 1540 na Beatenbergu postavit nový dřevěný kostelík protestantské reformace.
Od 18. století poskytovalo přádelnictví vlny další příjem k horskému zemědělství. Uhlí se začalo těžit nad Beatenbergem na Gemmenalpu v roce 1771 a na Niederhornu v roce 1795; těžba skončila již v roce 1856. V letech 1822–1829 byly postaveny první školní budovy ve Spirenwaldu, Schmockenu, Waldeggu a Sundlauenen-Ruchenbühlu; střední škola je od roku 1957 ve Spirenwaldu. V roce 1851 postoupil kanton Bern své horské lesy místním zemědělcům.

## Obyvatelstvo
| Vývoj počtu obyvatel | Vývoj počtu obyvatel | Vývoj počtu obyvatel | Vývoj počtu obyvatel | Vývoj počtu obyvatel | Vývoj počtu obyvatel | Vývoj počtu obyvatel | Vývoj počtu obyvatel | Vývoj počtu obyvatel | Vývoj počtu obyvatel | Vývoj počtu obyvatel | Vývoj počtu obyvatel | Vývoj počtu obyvatel | Vývoj počtu obyvatel | Vývoj počtu obyvatel | Vývoj počtu obyvatel |
| -------------------- | -------------------- | -------------------- | -------------------- | -------------------- | -------------------- | -------------------- | -------------------- | -------------------- | -------------------- | -------------------- | -------------------- | -------------------- | -------------------- | -------------------- | -------------------- |
| Rok                  | 1764                 | 1850                 | 1880                 | 1900                 | 1930                 | 1950                 | 1960                 | 1970                 | 1980                 | 1990                 | 2000                 | 2012                 | 2016                 | 2023                 |                      |
| Počet obyvatel       | 547                  | 1075                 | 1119                 | 1082                 | 1088                 | 1323                 | 1303                 | 1263                 | 1176                 | 1373                 | 1279                 | 1246                 | 1297                 | 1227                 |                      |

## Doprava
Obcí prochází regionální silnice. Obsluhu veřejnou dopravou zajišťují autobusy Postauto.